# Зайчето Питър
„Зайчето Питър“ (на английски: The Tale of Peter Rabbit) е детска книга, написана и илюстрирана от Биатрикс Потър, която проследява палавия и непокорен млад заек Питър, докато влиза в градината на г-н Макгрегър и е преследван из нея. Той избягва и се връща у дома при майка си, която го слага в леглото, след като му предлага чай от лайка. Приказката е написана за петгодишния Ноел Мур, син на бившата гувернантка на Потър, Ани Картър Мур, през 1893 г. Историята е преработена и частично отпечатана от Потър през 1901 г. след няколко отказа на издателите, но е отпечатана в търговско издание от Фредерик Уарн енд Ко през 1902 г. Книгата е успешна и са издадени множество преиздания в годините непосредствено след нейния дебют. Преведена е на 36 езика и с 45 милиона продадени копия е една от най-продаваните книги в историята.
След издаването си книгата генерира значителни стоки както за деца, така и за възрастни, включително играчки, ястия, храни, дрехи и видеоклипове. Потър е една от първите, която патентова кукла на заека Питър през 1903 г. и почти веднага я последва с настолна игра за едноименния герой. Зайчето Питър остава популярен герой сред децата повече от век и продължава да бъде адаптиран в нови издания на книги, телевизионни програми и филми.
Литературни изследователи коментират темите в книгата, като нейното радикално качество – непокорната природа на Питър и безмилостната историята, заявявайки, че те предлагат на читателите шанс да си представят, че отиват в подобни крайности.

## Контекст
През 1893 г. Беатрикс Потър чува, че 5-годишният син на приятелката ѝ, Ани Мур, се възстановява след скарлатина. Потър решава да забавлява момчето Ноел с илюстровано писмо. Имайки предвид своя домашен любимец заек на име Питър Пайпър, тя пише много кратка история „за четири малки заека“ и я илюстрира в писмото. Следват още писма за други животни, докато през 1900 г. Ани Мур предлага на Потър илюстрованите писма да бъдат събрани в книга.

## Сюжет
Историята се фокусира върху Питър, млад заек, и неговото семейство. Майката на Питър, Майка Зайка, възнамерява да отиде да пазарува за деня и позволява на Питър и другите ѝ три деца, сестрите на Питър: Флопси, Мопси и Пухинка, да отидат да играят. Тя им казва, че могат да отидат където пожелаят, но не и да влизат в зеленчуковата градина на стареца г-н Макгрегър, чиято съпруга, г-жа Макгрегър, е сложила баща им в пай, след като той е влязъл в градината и е хванат от г-н Макгрегър. Трите по-малки сестри на Питър послушно стоят настрана от градината на г-н Макгрегър, избирайки да слязат по алеята и да берат къпини, но Питър влиза в градината на г-н Макгрегър с надеждата да хапне малко зеленчуци.
Питър яде повече, отколкото е добре за него, и тръгва да търси магданоз, за да излекува стомашните си болки. Той е видян от г-н Макгрегър, който гони Питър. Петър се хваща в мрежа и три дружелюбни врабчета го утешават. Питър успява да избяга от г-н Макгрегър точно навреме, но губи синьото си яке и обувките си. Той се крие в оранжерия, като накрая скача в лейка. За съжаление в лейката има вода, така че Питър се намокря и започва да киха. Когато г-н Макгрегър се уморява да тича след Питър и подновява работата си, Питър се опитва да избяга, но е напълно изгубен в огромната градина. Питър се опитва да накара млада мишка да му помогне, но тя събира храна за семейството си и не може да помогне. Питър също забелязва котка, седнала до езерце. Той обмисля да попита за упътване, но в крайна сметка решава да не го прави, тъй като е предупреден за котки от братовчед си. Въпреки това, Питър вижда, че г-н Макгрегър е „изчезнал“ и това му печели малко време да избяга до портата. Питър вижда от разстояние портата, откъдето е влязъл в градината, и се насочва към нея, въпреки че отново е забелязан и преследван от г-н Макгрегър. С мъка той се извива под портата и избягва от градината. Неговите изоставени дрехи се използват от г-н Макгрегър, за да облече градинското плашило.
След като се прибира у дома, Питър получава смъмряне от майка си, че е загубил обувките и палтото си (второто палто и обувки, които губи за две седмици). Майката на Питър го слага да спи рано, без да вечеря. За да излекува стомашните му болки, Госпожа Зайка дава на Питър чаена лъжичка чай от лайка. Междувременно Флопси, Мопси и Пухинка се наслаждават на вкусна вечеря от мляко, хляб и къпини.

## Герои
- Питър е палав заек, който не се подчинява на майка си.
- Флопси е сестра на Питър, която е добър заек.
- Мопси е сестра на Питър, която винаги се подчинява на майка си.
- Пухинка е сладък заек и брат на Питър. Както показва името му, той е мек като памук.
- Г-н Макгрегър притежава красива градина, пълна с вкусни плодове и зеленчуци. Бащата на Питър е поставен в пай от г-жа Макгрегър.